# Greg LeMond
Greg LeMond, ameriški kolesar, * 26. junij 1961, Lakewood, Kalifornija.

## Življenjepis
Smučanje je bil prvenstveni šport Grega LeMonda, vendar je zanimanje za kolesarstvo v njem vzbudila kolesarska dirka, katere trasa je potekala le korak od njegovega doma. Tako je kmalu zaplul v kolesarske vode in že dve leti kasneje vstopil v dirko po Fresnu, za kar je potreboval posebno dovoljenje, saj je bil star le šestnajst let. Dirko je končal na drugem mestu, z zaostankom zgolj šestih sekund.
Leta 1979 je Greg LeMond postal prvi cestni dirkač, ki je osvojil tri odličja na mladinskem cestnem svetovnem prvenstvu, saj je osvojil zlato kolajno na 120-kilometrski cestni dirki, srebrno v 3000 metrskem zasledovanju in bronasto v ekipnem kronometru.
V sledečem letu se je Lemond pridružil ekipi Renault-Gitane v Evropi. Njegov francoski kolega, Bernard Hinault, je hitro napovedal: Greg me bo nasledil na mestu prvaka. LeMond je osvojil prvo pomembnejšo zmago 1983, ko je osvojil 272-kilometrsko dirko po Švici z naskokom 1 minute in 11 sekund. Kasneje je v tem letu osvojil svetovno cestno kolesarsko prvenstvo.
Leta 1985 se je pridružil ekipi La Vie Claire, v kateri je na Tour de France osvojil drugo mesto, prvi je bil Hinault. Naslednje leto je Hinaulta prehitel za več kot 3 minute in postal prvi ameriški ter prvi neevropski zmagovalec Toura.